# Number 9
"Number 9" é uma canção do girl group sul-coreano T-ara, de seu oitavo mini-álbum Again. Foi escrita e composta por Shinsadong Tiger e Choi Gyu Sung. "Number 9" foi lançada em 10 de outubro de 2013 como single principal do álbum.

## Antecedentes
"Number 9" foi composta por Sinsadong Tiger e Choi Gyu Sung, que já trabalhado com T-ara em outras canções, como "Bo Peep Bo Peep", "Roly Poly", "Lovey Dovey" e "Sexy Love".

## Lançamento
Em 15 de setembro, a Core Contents Media revelou que T-ara estaria fazendo seu comeback em 10 de outubro de 2013. A canção deveria ter um som mais forte do que o seu habitual, mas também possui o som caracteristicamente viciante do T-ara.
Em 26 de setembro, o grupo lançou um vídeo teaser de 30 segundos, gravado em um deserto. Em 1º de outubro, T-ara lançou outro teaser para "Number 9" em sua página oficial. Em seu vídeo em preto-e-branco, elas apelaram aos fãs com uma beleza mais madura. As integrantes destacaram sua sensualidade tímida com ligeira exposição, e fizeram uma pequena dança ao som da melodia de "Number 9". A nova canção do T-ara apresenta uma suave melodia da guitarra, juntamente com um som intenso inesperado. A canção provoca excitação, bem como uma triste emoção simultaneamente.
O videoclipe foi lançado juntamente com o álbum, em 10 de outubro de 2013.

## Promoções
A canção foi revelada pela primeira vez em 6 de outubro de 2013, quando foi apresentada no "Hallyu Dream Concert".
T-ara fez seu retorno aos palcos com "Number 9" no M! Countdown da Mnet, no dia 10 de outubro. Seguiu-se com apresentações em outros programas musicais, incluindo Music Bank da KBS, Show! Music Core da MBC e Inkigayo da SBS.

## Desempenho nas paradas
| Parada                       | Melhor posição |
| ---------------------------- | -------------- |
| Gaon Singles chart           |                |
| Gaon Local Singles chart     |                |
| Gaon Streaming Singles chart |                |
| Gaon Download Singles chart  |                |
| Gaon BGM chart               |                |
| Gaon Mobile Ringtone chart   |                |
| Gaon Karaoke chart           |                |
| Billboard K-Pop Hot 100      |                |

## Créditos
- Boram - vocais
- Qri - vocais
- Soyeon - vocais principais
- Eunjung - vocais
- Hyomin - vocais, rap
- Jiyeon - vocais
- Shinsadong Tiger - produção, composição, arranjo, música
- Choi Gyu Sung - produção, composição, arranjo, música